# MoD Boscombe Down
Base aérienne de Syerston
Le MoD Boscombe Down (ex-Royal Air Force Boscombe Down ou RAF Boscombe Down (ICAO : EGDM) est une base aérienne de la Royal Air Force à la périphérie sud-est de la ville d'Amesbury, dans le Wiltshire, en Angleterre.
Elle abrite un site d'essais d'avions militaires géré par QinetiQ, la société de défense privée créée dans le cadre de l'éclatement de la Defense Evaluation and Research Agency (en) (DERA) en 2001 par le ministère britannique de la Défense (MoD).

## Historique

### Origine
La base a été initialement conçue, construite et exploitée sous le nom de Royal Air Force Boscombe Down, plus communément connue sous le nom de RAF Boscombe Down en 1917 et a fonctionné comme une station de dépôt d'entraînement du Royal Flying Corps. Il a formé des équipages pour des rôles opérationnels en France pendant la Première Guerre mondiale.

### Première guerre mondiale
Lorsque les États-Unis sont entrés en guerre en avril 1917, le Royal Flying Corps a commencé à former le personnel au sol et le personnel navigant de la section de l'aviation de l'United States Army. En 1918, le 166th Aero Squadron (en) et le 188th Aero Squadron étaient présents. À la fin de la guerre en novembre 1918, l'aérodrome est devenu une unité de stockage d'avions jusqu'en 1920, date à laquelle il a fermé et le site est redevenu agricole.

### Entre-deux-guerres
En 1930, le site a rouvert sous le nom de Royal Air Force Boscombe Down, une station de bombardiers du commandement de la défense aérienne de Grande-Bretagne, l'ancêtre du RAF Fighter Command. La première unité à opérer à partir du nouvel aérodrome fut le No. 9 Squadron RAF (en) qui commença à exploiter le bombardier lourd Vickers Virginia le 26 février 1930. Une deuxième unité, le No. 10 Squadron RAF, arriva le 1er avril 1931 et exploita également le Handley Page Heyford. De nombreux autres escadrons y furent hébergés jusqu'en 1939.

### Second Guerre mondiale

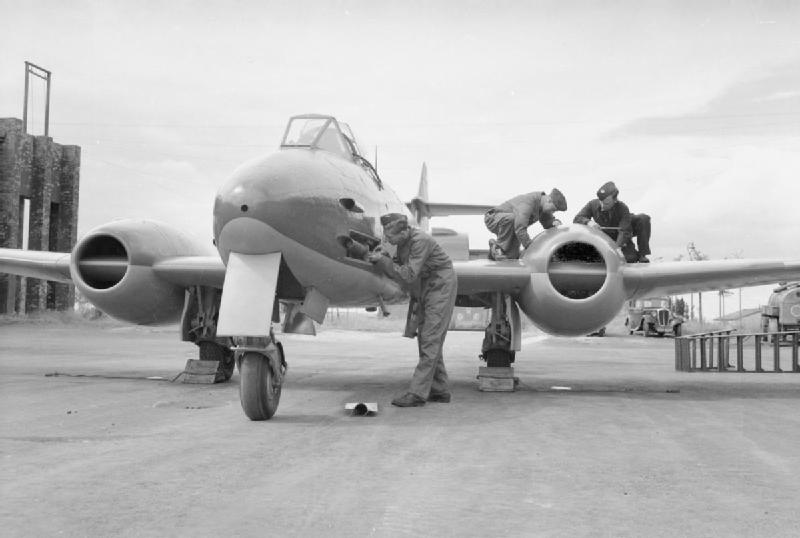
Le personnel travaille sur un Gloster Meteor F.3 à Boscombe Down pendant la Seconde Guerre mondiale

L'Aeroplane and Armament Experimental Establishment (A&AEE) est arrivé de la RAF Martlesham Heath, Suffolk, le 9 septembre 1939, peu après le déclenchement de la Seconde Guerre mondiale. Ce déménagement a marqué le début d'A&AEE Boscombe Down et de la recherche et des essais d'avions à utiliser par les forces armées britanniques un rôle qu'il a conservé au XXIe siècle.

### Après-guerre
Durant la guerre froide la station a testé l'English Electric P 1, précurseur de l'English Electric Lightning, le Folland Gnat, le Hawker p. 1067 (le prototype Hawker Hunter), le Westland Wyvern et le BAC TSR-2. Une partie de la base a également été utilisée par la RAF Institute of Aviation Medicine (en).
Avec la fin de la guerre froide, le site a été rebaptisé Aircraft and Armament Evaluation Establishment (AAEE) en 1992. Tous les travaux expérimentaux ont été transférés à la Defence Research Agency (DRA). La responsabilité du site est passée du directeur des achats du ministère de la Défense à la Defence Test and Evaluation Organisation (DTEO) en 1993, qui a fusionné avec la Defence Evaluation and Research Agency (en) (DERA) en 1995.

### Actuellement
À la suite de la création de QinetiQ en 2001, un accord de partenariat à long terme de 25 ans a été conclu avec le ministère de la Défense, couvrant 16 sites, dont Boscombe Down. En vertu de l'accord, Boscombe Down reste un aérodrome militaire gouvernemental, mais est exploité par QinetiQ au nom du MoD. Le Joint Test and Evaluation Group (JTEG) a été créé sous le contrôle du RAF Air Command (en) et, avec QinetiQ, forme le Air Test and Evaluation Center (ATEC).
À partir du 1er mai 2007, Boscombe Down devient le siège du Joint Aircraft Recovery and Transportation Squadron (en) (JARTS) qui est combiné à partir des deux éléments de la Royal Navy et de la Royal Air Force qui étaient responsables des mouvements d'avions et de la gestion post-crash.
En octobre 2007, il est annoncé que RAF Boscombe Down deviendrait un aérodrome de Quick Reaction Alert (QRA) offrant une couverture de chasseurs d'attaque 24 heures sur 24 pour le sud et le sud-ouest de l'espace aérien britannique.
En août 2024, la RAF annonce l'installation à Boscombe Down d'un « hangar anéchoïque » construit par QinetiQ d'ici 2026. L'objectif de ce hangar est de simuler le comportement de divers matériels en cas de perte du signal GPS (en réponse aux technologies de brouillage GPS utilisées en particulier par l'armée russe).

## Unités de la base aérienne

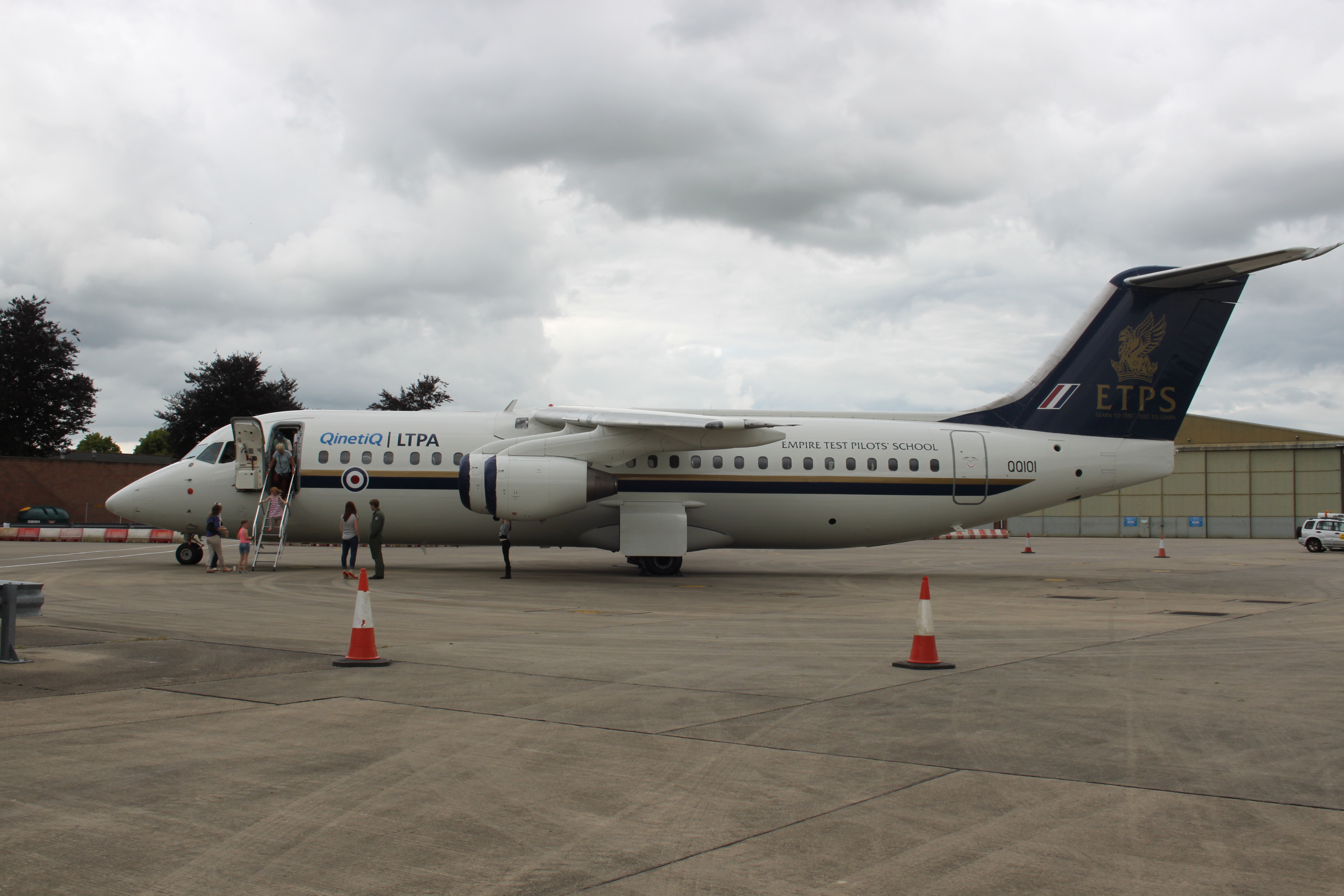
Un Avro RJ100 exploité par QinetiQ à Boscombe Down en 2016

Les unités volantes et non volantes suivantes sont basées au MoD Boscombe Down.
No. 1 Group RAF (combat aérien)
- Air and Space Warfare Centre (en)
  - Air Test and Evaluation Center (exploité en partenariat avec QinetiQ) - DA42 Twin Star, Saab JAS 39 Gripen, Pilatus PC-21, Grob G 120TP, Avro RJ70, Avro RJ100
  - Empire Test Pilots' School (en) - DA42 Twin Star, JAS 39 Gripen, Pilatus PC-21, Grob G 120TP, Avro RJ70, Avro RJ100
  - Rotary Wing Test and Evaluation Squadron (en) (RWTES) - A.109E Power, Bell 412 et H125 Ecureuil
  - 744 Naval Air Squadron – Merlin HM2 et Chinook HC5/6

No. 2 Group RAF (soutien au combat aérien) 
- Force de soutien
  - No. 85 (Expeditionary Logistics) Wing RAF (en) (logistique expéditionnaire)
    - Joint Aircraft Recovery and Transportation Squadron (en)

  - RAF Centre of Aviation Medicine (en)
    - Vol de médecine aéronautique - BAE Hawk T1

No. 22 Group RAF (en) (entraînement) 
- No. 6 Flying Training School RAF
  - Bristol University Air Squadron (en) - Grob Tutor T1
  - Southampton University Air Squadron (en) - Grob Tutor T1
  - No. 2 Air Experience Flight RAF (en) - Grob Tutor T1